# XXVI з'їзд КПУ
XXVI з'їзд КПУ — з'їзд Комуністичної партії України, що відбувся в Києві 10–12 лютого 1981 року.
У роботі з'їзду взяли участь 2387 делегатів, які представляли 2 933 564 комуністів.

## Порядок денний з'їзду
1. Звіт ЦК КПУ (доповідач Щербицький Володимир Васильович).
2. Звіт Ревізійної комісії КПУ (доповідач Гаєвський Юрій Федорович).
3. Про проект ЦК КПРС до XXVI з'їзду КПРС «Основні напрямки економічного і соціального розвитку СРСР на 1981–1985 роки і на період до 1990 року» (доповідач Ляшко Олександр Павлович).
4. Вибори керівних органів КПУ.

Обрано Центральний комітет у складі 195 членів і 93 кандидатів у члени ЦК, Ревізійну комісію у складі 61 особи.

### Члени ЦК КПУ
- Авілов Олег Володимирович
- Алімов Анатолій Андрійович
- Антонов Олег Костянтинович
- Антонова Катерина Тимофіївна
- Апринцева Валентина Іванівна
- Бабич Юрій Петрович
- Бажан Микола Платонович
- Бандровський Генріх Йосипович
- Бахтін Юрій Георгійович
- Бездітко Андрій Павлович
- Безклубенко Сергій Данилович
- Беліков Валерій Олександрович
- Біблик Валентин Васильович
- Білий Михайло Улянович
- Богданов Григорій Олександрович
- Бойко Віктор Григорович
- Бойко Костянтин Петрович
- Бондаренко Василь Антонович
- Бочаров В'ячеслав Сергійович
- Бушма Іван Іванович
- Васильєва Ніна Арсентіївна
- Ватченко Олексій Федосійович
- Ващенко Григорій Іванович
- Вільчинський Володимир Тадейович
- Воденіктов Іван Георгійович
- Волошин Іван Макарович
- Врублевський Віталій Костянтинович
- Всеволожський Михайло Миколайович
- Гаврилова Тетяна Андріївна
- Гайовий Володимир Максимович
- Гаркуша Микола Андрійович
- Герасимов Іван Олександрович
- Гіренко Андрій Миколайович
- Гіталов Олександр Васильович
- Гладкий Сергій Федорович
- Глух Федір Кирилович
- Глушков Віктор Михайлович
- Глущенко Леонід Федорович
- Голобородько Ілля Іванович
- Головченко Іван Харитонович
- Гончар Олесь Терентійович
- Гончаренко Борис Трохимович
- Гончарук Петро Никифорович
- Горяшко Олексій Маркіянович
- Григор'єв Іван Олександрович
- Гридасов Дмитро Матвійович
- Гринько Микола Костянтинович
- Грінцов Іван Григорович
- Грущенко Іван Павлович
- Гуренко Станіслав Іванович
- Гуров Микола Олексійович
- Дикусаров Володимир Григорович
- Добрик Віктор Федорович
- Долбілов Олексій Сергійович
- Ескін Євген Йосипович
- Єльченко Юрій Никифорович
- Єсипенко Павло Євменович
- Єфіменко Георгій Григорович
- Жарков Володимир Іванович
- Загребельний Павло Архипович
- Зверєв Рід Петрович
- Згурський Валентин Арсентійович
- Злобін Геннадій Карпович
- Іванов Юрій Петрович
- Ільїн Віктор Іванович
- Кавун Василь Михайлович
- Калантай Іван Федорович
- Калініченко Ілля Якович
- Капто Олександр Семенович
- Карпенко Анатолій Миколайович
- Кафтанов Віталій Васильович
- Качаловський Євген Вікторович
- Качура Борис Васильович
- Кириченко Микола Карпович
- Кириченко Олексій Нестерович
- Кобильчак Михайло Митрофанович
- Коваленко Анатолій Дмитрович
- Коваль Антоніна Михайлівна
- Козерук Василь Петрович
- Коломієць Юрій Панасович
- Корж Микола Панасович
- Корнієнко Анатолій Іванович
- Косяк Юрій Федорович
- Котлюба Микола Уварович
- Кравцов Іван Семенович
- Кравчук Леонід Макарович
- Круглич Геннадій Михайлович
- Крючков Василь Дмитрович
- Крючков Георгій Корнійович
- Куликов Яків Павлович
- Кунда Євген Васильович
- Куцевол Василь Степанович
- Кучма Леонід Данилович
- Лисенко Іван Петрович
- Личагін Микола Семенович
- Лісовий Тимофій Григорович
- Лубенець Григорій Кузьмич
- Лукінов Іван Іларіонович
- Лутак Іван Кіндратович
- Любченко Любов Андріївна
- Ляшко Олександр Павлович
- Макаренко Віктор Сергійович
- Макаров Олександр Максимович
- Макаров Юрій Іванович
- Мартиненко Володимир Никифорович
- Масик Костянтин Іванович
- Масол Віталій Андрійович
- Мироненко Валентин Карпович
- Миронов Василь Петрович
- Мисниченко Владислав Петрович
- Мігдєєв Олександр Васильович
- Мозговий Іван Олексійович
- Моргун Федір Трохимович
- Москальков Петро Іванович
- Мостовий Павло Іванович
- Моцак Григорій Іванович
- Мусієнко Петро Кирилович
- Муха Степан Нестерович
- Недашковський Дмитро Григорович
- Нівалов Микола Миколайович
- Нікіфоров Леонард Львович
- Ніколаєв Микола Федорович
- Ночовкін Анатолій Петрович
- Орлик Марія Андріївна
- Орлов Володимир Олександрович
- Остапченко Володимир Іванович
- Ошко Володимир Петрович
- Палажченко Леонід Іванович
- Панасенко Тарас Іванович
- Панікарський Костянтин Іванович
- Пантелеєв Микола Олексійович
- Парамонов Володимир Микитович
- Парубок Омелян Никонович
- Патон Борис Євгенович
- Перепадя Михайло Григорович
- Пеца Ганна Дмитрівна
- Пилипенко Анатолій Григорович
- Пічужкін Михайло Сергійович
- Площенко Володимир Дмитрович
- Погребняк Яків Петрович
- Подшивалов Володимир Іванович
- Попов Микола Михайлович
- Походін Віктор Пилипович
- Починок Макар Іванович
- Приймак Андрій Іванович
- Продан Костянтин Костянтинович
- Проценко Діна Йосипівна
- Радзієвський Іван Іванович
- Ремесло Василь Миколайович
- Руденко Олег Степанович
- Рудич Фелікс Михайлович
- Сакун Федір Павлович
- Святоцький Василь Олександрович
- Сергєєв Володимир Григорович
- Ситник Костянтин Меркурійович
- Сіробаба Володимир Якович
- Скиба Іван Іванович
- Скляренко Надія Іванівна
- Смолянніков Олексій Петрович
- Соколов Іван Захарович
- Сологуб Віталій Олексійович
- Сорокотяга Павло Лук'янович
- Статінов Анатолій Сергійович
- Степаненко Ігор Дмитрович
- Сторчак Віталій Михайлович
- Стрельченко Іван Іванович
- Таратута Василь Миколайович
- Таряник Віра Михайлівна
- Темний Василь Федорович
- Тимофєєв Борис Борисович
- Титаренко Олексій Антонович
- Ткачук Григорій Іванович
- Трефілов Віктор Іванович
- Уманець Микола Васильович
- Федоров Олексій Федорович
- Федорчук Віталій Васильович
- Фокін Вітольд Павлович
- Харченко Григорій Петрович
- Харченко Іван Петрович
- Ховрін Микола Іванович
- Хорунжий Михайло Васильович
- Цибулько Володимир Михайлович
- Чербаєв Віктор Іванович
- Черничкін Борис Васильович
- Чумак Аркадій Степанович
- Чумарєв Анатолій Іванович
- Шараєв Леонід Гаврилович
- Шевченко Валентина Семенівна
- Шевчук Григорій Іванович
- Шматольян Іван Іванович
- Шпак Петро Федорович
- Щепетильников Аркадій Миколайович
- Щербина Віктор Петрович
- Щербицький Володимир Васильович
- Ярковий Іван Мефодійович

### Кандидати в члени ЦК КПУ
- Андрієвський Михайло Костянтинович
- Балашова Валентина Адамівна
- Бондар Юрій Олександрович
- Борисовський Володимир Захарович
- Боровик Марія Іванівна
- Бурлай Володимир Сергійович
- Вінник Анатолій Якович
- Вороненко Михайло Степанович
- Галкін Павло Миколайович
- Ганнусенко Іван Маркович
- Главак Тамара Володимирівна
- Головченко Федір Петрович
- Гончаров Леонід Михайлович
- Гранат Богдан Михайлович
- Дацько Петро Семенович
- Дементьєв Володимир Тимофійович
- Денисенко Григорій Іванович
- Дзісь Георгій Васильович
- Діденко Раїса Тимофіївна
- Драгоненко Катерина Василівна
- Желіба Володимир Іванович
- Земляний Микола Петрович
- Зимогляд Володимир Іванович
- Зоненко Андрій Тимофійович
- Іваненко Борис Васильович
- Камардін Олексій Михейович
- Канівець Михайло Якович
- Касьяненко Олег Якович
- Кирей Михайло Ілліч
- Киричко Ольга Григорівна
- Кирюшин Володимир Андрійович
- Кислий Яків Пантелійович
- Ковалевський Анатолій Михайлович
- Коваленко Іван Олександрович
- Коваленко Іван Тимофійович
- Коваль Микола Гурійович
- Ковальчук Микола Михайлович
- Козіна Валентина Вікентіївна
- Колесник Феодосій Дмитрович
- Колотуха Яків Якович
- Кондратюк Олександра Пилипівна
- Кондуфор Юрій Юрійович
- Концевич Михайло Григорович
- Корзинкін Володимир Федорович
- Криворучко Леонтій Леонтійович
- Крушинський Юрій Дмитрович
- Кулініч Микола Федорович
- Ластовецький Анатолій Романович
- Левчук Тимофій Васильович
- Ленчовська Меланія Михайлівна
- Лисицин Віктор Опанасович
- Лихвонін Рудольф Миколайович
- Ложовська Зінаїда Яківна
- Ляшко Іван Іванович
- Макухін Олексій Наумович
- Марковська Лілія Тихонівна
- Марченко Олександр Гнатович
- Мацегора Євген Олександрович
- Мерзленко Альберт Васильович
- Меркулов Анатолій Всеволодович
- Метляєв Василь Кирилович
- Мироненко Олександр Андрійович
- Мяловицький Анатолій Володимирович
- Недєлін Вадим Серафимович
- Нікуліщев Володимир Михайлович
- Олійник Борис Ілліч
- Олійник Борис Степанович
- Оснач Василь Павлович
- Остап'як Роман Остапович
- Пащенко Андрій Якович
- Підстригач Ярослав Степанович
- Попов Валентин Петрович
- Приклонський Віктор Васильович
- Рощупкін Олександр Мефодійович
- Савченко Анатолій Петрович
- Секретарюк В'ячеслав Васильович
- Сиволоб Віра Іванівна
- Сілаков Віктор Олексійович
- Сіроштан Василь Федорович
- Сливко Руслан Васильович
- Старунський Володимир Гордійович
- Стеценко Юрій Дмитрович
- Ткаченко Олександр Миколайович
- Удовиченко Володимир Григорович
- Устименко Григорій Якимович
- Філоненко Віктор Лазарович
- Фомичов Павло Васильович
- Хомич Анатолій Захарович
- Череп Валерій Іванович
- Шевчук Василь Петрович
- Шраменко Віктор Макарович
- Штученко Віктор Васильович
- Юрчук Василь Ісакович

### Члени Ревізійної комісії
- Агеєнко Микола Іванович
- Адамов Анатолій Миколайович
- Анадимб Єлизавета Ісаївна
- Береза Галина Сергіївна
- Гаєвський Юрій Федорович
- Гладуш Віктор Дмитрович
- Горяїнов Олексій Іванович
- Драголюнцев Анатолій Дмитрович
- Задоя Микола Кузьмич
- Зайвий Петро Якович
- Захарчук Олексій Васильович
- Івашко Володимир Антонович
- Ігнатов Володимир Григорович
- Касьянов Анатолій Васильович
- Кібець Леонід Федорович
- Киркач Микола Федорович
- Кожевников Олександр Іванович
- Козеняшев Дмитро Якович
- Кушнірова Сталіна Дмитрівна
- Лавренко Яків Миронович
- Ленчинський Віктор Петрович
- Ліщина Богдан Миколайович
- Лукашенко Едуард Федорович
- Мельников Олександр Тихонович
- Морозова Алевтина Олександрівна
- Негерей Ніна Петрівна
- Новацька Ніна Нестерівна
- Олененко Юрій Олександрович
- Осьмерик Володимир Федорович
- Охмакевич Микола Федорович
- Павлов Микола Олександрович
- Павлова Валентина Олександрівна
- Панков Анатолій Петрович
- Панченко Анатолій Григорович
- Пігарєв Володимир Ілліч
- Повєткін В'ячеслав Панасович
- Покровський Ерік Костянтинович
- Поперняк Анатолій Никифорович
- Ревенко Григорій Іванович
- Романенко Анатолій Юхимович
- Свиридов Валентин Вікторович
- Сінченко Георгій Захарович
- Соболєв Анатолій Миколайович
- Стадниченко Володимир Якович
- Тарасюк Іван Степанович
- Ткач Полікарп Ілліч
- Товстановський Олександр Іванович
- Турнус Орест Григорович
- Усатенко Галина Дмитрівна
- Федоренко Ганна Михеївна
- Фоменко Микола Федосійович
- Фоменко Михайло Володимирович
- Хоменко Микола Григорович
- Чаплинський Григорій Андрійович
- Чепурний Микола Іванович
- Черненко Дмитро Олексійович
- Шинкарук Володимир Іларіонович
- Шлепаков Арнольд Миколайович
- Юрчишин Ганна Степанівна
- Ямчинський Василь Миколайович
- Ярличенко В'ячеслав Васильович

## Зміни складу ЦК у період між з'їздами
22 жовтня 1982 р. на Пленумі ЦК КПУ переведені з кандидатів у члени ЦК КПУ Борисовський Володимир Захарович, Мацегора Євген Олександрович, Філоненко Віктор Лазарович.
12 січня 1984 р. на Пленумі ЦК КПУ переведені з кандидатів у члени ЦК КПУ Криворучко Леонтій Леонтійович та Мерзленко Альберт Васильович.